# Kevin O’Callaghan
Kevin O’Callaghan (ur. 19 października 1961 w Dagenhamie) – irlandzki piłkarz grający na pozycji pomocnika.

## Kariera piłkarska
Kevin O’Callaghan urodził się w Dagenhamie jako syn Paddy’ego i Barbary O’Callaghanów. Karierę piłkarską rozpoczął w Millwall z którym w 1979 roku zdobył FA Youth Cup. W 1980 roku przeszedł za 250.000 funtów do Ipswich Town, którego trenerem był Bobby Robson. Z klubem tym dwukrotnie był wicemistrzem Anglii (1981, 1982) oraz wygrał Puchar UEFA w sezonie 1980/1981. Następnymi klubami w karierze były: Portsmouth (1985-1987), Millwall (1987-1991) Southend United (1991-1993).
Kevin O’Callaghan zakończył karierę w 1994 roku z powodu kontuzji kości.

## Kariera trenerska
Kevin O’Callaghan jeszcze w czasie kariery piłkarskiej udzielał się jako trener. Podczas pobytu w Millwall pomagał w poszukiwaniu utalentowanych piłkarzy, wśród których był m.in. Tim Cahill.

## Sukcesy

### Millwall
- FA Youth Cup: 1979
- Awans do Football League First Division: 1988

### Ipswich Town
- Wicemistrz Anglii: 1981, 1982
- Puchar UEFA: 1981

### Portsmouth
- Awans do Football League First Division: 1987

## Film
Kevin O’Callaghan w 1981 roku zagrał Tony’ego Lewisa w amerykańskiej produkcji - Ucieczka do zwycięstwa.

## Życie prywatne
Kevin O’Callaghan obecnie mieszka w Kencie wraz z żoną Mandy oraz córkami Kayley i Charlotte.